# Milão-Sanremo de 2018
A 109.ª edição da clássica ciclista Milão-Sanremo foi uma corrida na Itália que se celebrou a 17 de março de 2018 sobre um percurso de 294 quilómetros com início na cidade de Milão e final no município de Sanremo.
A corrida faz parte do UCI World Tour 2018, sendo a oitava competição do calendário mundial de ciclismo de classe mundial.
A corrida foi vencida pelo corredor italiano Vincenzo Nibali da equipe Bahrain-Merida, em segundo lugar Caleb Ewan (Mitchelton-Scott) e em terceiro lugar Arnaud Démare (Groupama-FDJ).

## Percurso
O Milão-Sanremo teve uma rota total de 294 quilômetros onde a grande maioria está em terreno plano, com as passagens intermediárias de pontos como o Turchino no meio da corrida, o Capos (Mele, Cervo, Berta), e o nível mais exigente como o Cipressa, e o Poggio nos últimos quilômetros com uma inclinação média de 3,7%, proporcionando a dureza que testará os favoritos.

## Equipas participantes
Tomaram parte na corrida 25 equipas: 18 de categoria UCI World Tour de 2018 convidados pela organização; 7 de categoria Profissional Continental. Formando assim um pelotão de 175 ciclistas dos que acabaram 164. As equipas participantes foram:
| Equipes WorldTeam (18)- AG2R La Mondiale - Astana - Bahrain-Merida - BMC Racing Team - Bora-Hansgrohe - Dimension Data - EF Education First-Drapac p/b Cannondale - Groupama-FDJ - Katusha-Alpecin - Lotto NL-Jumbo - Lotto Soudal - Mitchelton-Scott - Movistar Team - Quick-Step Floors - Sky - Team Sunweb - Trek-Segafredo - UAE Team Emirates Equipes profissionais Continentais (7)- Bardiani CSF - Cofidis, Solutions Crédits - Gazprom-RusVelo - Israel Cycling Academy - Nippo-Vini Fantini-Europa Ovini - Team Novo Nordisk - Wilier Triestina-Selle Italia |
| |

## Classificações finais
- As classificações finalizaram da seguinte forma:[4]

### Classificação geral
| \| Classificação geral \| Classificação geral \| Classificação geral \| Classificação geral \| Classificação geral \| \| Ciclista \| Ciclista \| Equipe \| Tempo \| \| \| ------------------- \| -------------------- \| ------------------------------- \| ------------------- \| ------------------- \| \| 1. \| Vincenzo Nibali \| Bahrain-Merida \| 7h18m43s \| \| \| 2. \| Caleb Ewan \| Mitchelton-Scott \| + 0s \| \| \| 3. \| Arnaud Démare \| Groupama-FDJ \| + 0s \| \| \| 4. \| Alexander Kristoff \| UAE Team Emirates \| + 0s \| \| \| 5. \| Jürgen Roelandts \| BMC Racing Team \| + 0s \| \| \| 6. \| Peter Sagan \| Bora-Hansgrohe \| + 0s \| \| \| 7. \| Michael Matthews \| Team Sunweb \| + 0s \| \| \| 8. \| Magnus Cort \| Astana \| + 0s \| \| \| 9. \| Sonny Colbrelli \| Bahrain-Merida \| + 0s \| \| \| 10. \| Jasper Stuyven \| Trek-Segafredo \| + 0s \| \| \| 11. \| Michał Kwiatkowski \| Team Sky \| + 0s \| \| \| 12. \| Matti Breschel \| EF Education First-Drapac \| + 0s \| \| \| 13. \| Christophe Laporte \| Cofidis, Solutions Crédits \| + 0s \| \| \| 14. \| Sacha Modolo \| EF Education First-Drapac \| + 0s \| \| \| 15. \| Marco Canola \| Nippo-Vini Fantini-Europa Ovini \| + 0s \| \| \| 16. \| Edvald Boasson Hagen \| Dimension Data \| + 0s \| \| \| 17. \| Greg Van Avermaet \| BMC Racing Team \| + 0s \| \| \| 18. \| Nathan Haas \| Katusha-Alpecin \| + 0s \| \| \| 19. \| Elia Viviani \| Quick-Step Floors \| + 0s \| \| \| 20. \| Maximiliano Richeze \| Quick-Step Floors \| + 4s \| \| |                      |                                 |          |
| |                      |                                 |          |
| Fonte: ProCyclingStats |                      |                                 |          |
| Classificação geral |                      |                                 |          |
| Ciclista | Ciclista             | Equipe                          | Tempo    |
| 1. | Vincenzo Nibali      | Bahrain-Merida                  | 7h18m43s |
| 2. | Caleb Ewan           | Mitchelton-Scott                | + 0s     |
| 3. | Arnaud Démare        | Groupama-FDJ                    | + 0s     |
| 4. | Alexander Kristoff   | UAE Team Emirates               | + 0s     |
| 5. | Jürgen Roelandts     | BMC Racing Team                 | + 0s     |
| 6. | Peter Sagan          | Bora-Hansgrohe                  | + 0s     |
| 7. | Michael Matthews     | Team Sunweb                     | + 0s     |
| 8. | Magnus Cort          | Astana                          | + 0s     |
| 9. | Sonny Colbrelli      | Bahrain-Merida                  | + 0s     |
| 10. | Jasper Stuyven       | Trek-Segafredo                  | + 0s     |
| 11. | Michał Kwiatkowski   | Team Sky                        | + 0s     |
| 12. | Matti Breschel       | EF Education First-Drapac       | + 0s     |
| 13. | Christophe Laporte   | Cofidis, Solutions Crédits      | + 0s     |
| 14. | Sacha Modolo         | EF Education First-Drapac       | + 0s     |
| 15. | Marco Canola         | Nippo-Vini Fantini-Europa Ovini | + 0s     |
| 16. | Edvald Boasson Hagen | Dimension Data                  | + 0s     |
| 17. | Greg Van Avermaet    | BMC Racing Team                 | + 0s     |
| 18. | Nathan Haas          | Katusha-Alpecin                 | + 0s     |
| 19. | Elia Viviani         | Quick-Step Floors               | + 0s     |
| 20. | Maximiliano Richeze  | Quick-Step Floors               | + 4s     |

## UCI World Ranking
O Milão-Sanremo outorga pontos para o UCI World Tour de 2018 e o UCI World Ranking, este último para corredores das equipas nas categorias UCI WorldTeam, Profissional Continental e Equipas Continentais. As seguintes tabelas mostram o barómetro de pontuação e os 10 corredores que obtiveram mais pontos:
| Posição   | 1.º | 2.º | 3.º | 4.º | 5.º | 6.º | 7.º | 8.º | 9.º | 10.º | 11.º | 12.º | 13.º | 14.º | 15.º | 16.º-20.º | 21.º-30.º | 31.º-50.º | 51.º-55.º | 56.º-60.º |
| Pontuação | 500 | 400 | 325 | 275 | 225 | 175 | 150 | 125 | 100 | 85   | 70   | 60   | 50   | 40   | 35   | 30        | 20        | 10        | 5         | 3         |

| 1.º  | Vincenzo Nibali    | Bahrain Merida   | 500 |
| 2.º  | Caleb Ewan         | Mitchelton-Scott | 400 |
| 3.º  | Arnaud Démare      | Groupama-FDJ     | 325 |
| 4.º  | Alexander Kristoff | UAE Emirates     | 275 |
| 5.º  | Jürgen Roelandts   | BMC Racing       | 225 |
| 6.º  | Peter Sagan        | Bora-Hansgrohe   | 175 |
| 7.º  | Michael Matthews   | Sunweb           | 150 |
| 8.º  | Magnus Cort        | Astana           | 125 |
| 9.º  | Sonny Colbrelli    | Bahrain Merida   | 100 |
| 10.º | Jasper Stuyven     | Trek-Segafredo   | 85  |